# 东干道街道
东干道街道，是中华人民共和国河南省新乡市牧野区下辖的一个乡镇级行政单位。

## 行政区划
东干道街道下辖以下地区：
河师大社区、建设东段社区、东风路社区、和平路北段社区、双岗路东社区、东干道北段社区和双岗路西社区。